# 牛頓縣 (密蘇里州)
牛頓縣（英語：Newton County）是美国密蘇里州西南部的一個縣，西鄰奧克拉荷馬州和堪薩斯州，面積1,045平方公里。根据2020年美國人口普查，共有人口58,648人。縣治尼歐肖（Neosho）。縣政府成立於1838年12月31日，縣名紀念法蘭西斯·馬里昂將軍手下的士兵、曾參與美國獨立戰爭的約翰·牛頓（John Newton）。